# Провинција Хитачи
Хитачи (јап. 常陸国) је једна од 66 историјских провинција Јапана, која је постојала од почетка 8. века (закон Таихо из 703. године) до Мејџи реформи у другој половини 19. века. Хитачи се налазио на источној обали острва Хоншу, у области Токаидо.
Царским декретом од 29. августа 1871. све постојеће провинције замењене су префектурама. Територија Хитачија одговара данашњој префектури Ибараки.

## Географија
Хитачи се на северу граничио са провинцијом Муцу, на југу са провинцијом Шимоса, а на западу са провинцијом Шимоцуке. На истоку је излазио на Тихи океан.